# Juliana Forbus
Sofia Juliana Forbus, född 1 juli 1649 i Pommern, död 24 juli 1701 i Sverige, var en svensk friherrinna och godsägare.
Juliana Forbus var dotter till Arvid Forbus och Margareta Boije (1604–1668). Hon tillbringade barndomen i Pommern där fadern var viceguvernör och i Finland, där de ägde stora godsinnehav. 1664 gifte hon sig med Axel Julius De la Gardie, men stannade då maken 1690 flyttade över till Estland där han blev generalguvernör kvar i Sverige för att sköta familjens svenska gods. Genom Axel Julius De la Gardies vidlyftiga leverne och reduktionen som dragit in större delen av Julianas fädernearv var familjen då i det närmaste ruinerad, och Juliana Forbus hade föra omfattande tvister med staten och privata fordringsägare för att försvara sina egendomar. Hon framstår i bevarade rättegångshandlingar och de brev av henne som bevarats Delagardieska arkivet som en kraftfull och energisk person som kunde tala för sig. Hennes brev är en viktig källa till livet för adeln under det svenska 1600-talet, och har bland annat utnyttjats av Elof Tegnér för flera arbeten om tiden. Makarna De la Gardie är begravda i Riddarholmskyrkan i Stockholm.